# Leonor Vinatea Cantuarias
Leonor Vinatea Cantuarias (Lima, 1897 - 1968) es una pintora peruana y una de las representantes del indigenismo en las artes plásticas.

## Biografía
Leonor Vinatea Cantuarias nació en el año 1897 en la ciudad de Lima. 
Estudió en la Escuela Nacional de Bellas Artes del Perú teniendo como maestros en su formación plástica (pintura) peruana a José Sabogal, Julia Codesido, Camilo Blas, Teresa Carvallo, entre otros.
Falleció el 16 de octubre de 1968.

## Trayectoria artística
Vinatea formó parte de un grupo de artistas mujeres llamadas indigenistas quienes bajo la influencia de José Sabogal, formaron un movimiento más amplio con contribuciones del pensamiento político de José Carlos Mariátegui. Una de las características más resaltantes de su pintura es que sus retratos muestran personajes con rasgos indígenas. 
Entre sus miembros se encontraban Julia Codesido, Teresa Carvallo, Carlota Carvallo de Núñez, Alicia Bustamante Vernal y Carmen Saco. Ellas solían acudir a la peña Corpus Barga en donde se encontraban con Vinatea y la poeta Blanca Varela para intercambiar experiencias. El 15 de diciembre de 1925 en el Palacio Nacional de Industrias, con la presencia del presidente peruano Augusto B. Leguía se inauguró el II Salón de Verano. Se realizó este evento conmemorando el centenario de la Batalla de Ayacucho (1824). Aquí Leonor Vinatea expuso su obra "Casa del Mariscal Sucre en Ayacucho". El acto tuvo la oferta de compra de la obra por parte del Presidente Leguía, a la cual Vinatea responde con la decisión de obsequiar la pintura.
En 1944 fue invitada a pintar un mural en el recién construido Palacio Municipal de Miraflores junto con otros pintores de la talla de Enrique Camino Brent y Carlos Quispe Assín, entre otros.

## Obra plástica
- Pintura en mural en el Palacio Municipal de Miraflores (1944)
- Pintura al óleo en la Casa del Mariscal Sucre en Ayacucho[8]
- Ilustración de textos escolares en lengua inglesa: Don and Betty hall at home and at school (1952)[9]
- Óleo sobre lienzo : Pastoras (1944)[10]

## Premios y reconocimientos
Su obra ha sido recopilada para una gran variedad de muestras representativas de pintoras y pintores peruanos del siglo XX:
- "Entre lo figurativo y abstracto" en el Museo de la Nación, 2004.
- Una de sus pinturas fue premiada y reconocida como patrimonio cultural de la Nación por el Ministerio de Cultura por Resolución Viceministerial 000033-2021-VMPCIC/C el día 9 de febrero del 2021.[11]